# Sandeggtind
Der Sandeggtind (norwegisch für Sandgratgipfel) ist ein 3055 m hoher Berg im ostantarktischen Königin-Maud-Land. Er ist der höchste Gipfel des Conradgebirges in der Orvinfjella und ragt 1,5 km südlich der Sandhø aus der Sandegga auf.
Teilnehmer der Deutschen Antarktischen Expedition 1938/39 unter der Leitung des Polarforschers Alfred Ritscher entdeckten und fotografierten ihn. Norwegische Kartographen, die ihn auch benannten, kartierten ihn anhand von Luftaufnahmen der Dritten Norwegischen Antarktisexpedition (1956–1960).